# 坦纳
坦纳（德語：Tanner）可以指：
- 韦伊诺·坦纳（芬蘭語：Väinö Tanner，1881年3月12日－1966年4月19日），芬蘭政治領袖、國家活動家和總理。
- 大卫·坦纳（英語：David Tanner），美國物理學。
- 詹姆斯·坦纳（英语：James Tanner，1920年8月1日 - 2010年8月11日），英国著名儿科医生、人类生长学权威。
- 罗斯科·坦纳（英語：Roscoe Tanner，1951年10月15日－），美國男子網球運動員。
- 特洛伊·坦纳（英語：Troy Tanner，1963年10月31日－），美國男子排球運動員。
- 伊莱恩·坦纳（英語：Elaine Tanner，1951年2月22日－），加拿大女子游泳运动员。
- 艾倫·坦納（法語：Alain Tanner；1929年12月6日－2022年9月11日），瑞士導演。

|  | 本页或本分段罗列了姓氏为「坦纳」的人物。 如果是一个指代特定个人的内链将您引导到本页，請考慮修正該人物的名字以將链接指向正確的條目。 |